# Christisonia indica
Christisonia indica är en snyltrotsväxtart som beskrevs av Anil Kumar. Christisonia indica ingår i släktet Christisonia och familjen snyltrotsväxter. Inga underarter finns listade i Catalogue of Life.